# Brotherhood 3 : Ensorcelés
Série The Brotherhood
Brotherhood 2 : Les Initiés
(2001) The Brotherhood IV: The Complex
(2005)
Pour plus de détails, voir Fiche technique et Distribution.
Brotherhood 3 : Ensorcelés (The Brotherhood III: Young Demons) est un film d'horreur homoérotique produit et réalisé par David DeCoteau, sorti en 2003.

## Fiche technique
Sauf indication contraire, les informations mentionnées dans cette section peuvent être confirmées par la base de données cinématographiques IMDb,  présente dans la section « Liens externes ».
- Titre original : The Brotherhood III: Young Demons
- Titre français : Brotherhood 3 : Ensorcelés
- Réalisation : David DeCoteau
- Scénario : Matthew Jason Walsh
- Musique : Walle Larsson
- Décors : Shawna Balas
- Costumes : Patricia J. Henderson
- Photographie : Paul Suderman
- Montage : Bruce Little
- Production : David DeCoteau
- Société de production : Rapid Heart Pictures
- Société de distribution : n/a
- Pays de production :  États-Unis /  Canada
- Langue originale : anglais
- Format : couleur
- Genres : horreur homoérotique ; thriller
- Durée : 82 minutes
- Dates de sortie :
  - Norvège : 3 avril 2003 (avant-première mondiale)
  - France : 27 octobre 2005 (télévision)

## Distribution
- Kristopher Turner : Lex
- Paul Andrich : Ramsey
- Ellen Wieser : Megan
- Julie Pedersen : Victoria
- Andrew Hrankowski : Kip
- Landon McCormick : Roger
- David Johnson[Lequel ?] : Stan
- Matthew Epp : Mike
- Carl Thiessen : Tony

## Production
Le tournage a lieu à Winnipeg, en Manitoba au Canada.